# Atiku Abubakar
Atiku Abubakar (Jada, Camarões Britânicos, 25 de novembro de 1946) é um empresário e político nigeriano que serviu como o 11.º vice-presidente da Nigéria durante a presidência de Olusegun Obasanjo entre 1999 e 2007. É graduado em Direito pela Universidade Ahmadu Bello e mestre em Relações Internacionais pela Universidade de Anglia Ruskin.

## Carreira política
Desde sua entrada na vida pública pelo Partido Social-Democrata (SDP) em 1989, Abubakar candidatou-se cinco vezes à presidência da Nigéria nas eleições de 1993, 2007, 2011, 2015 e 2019, tendo sido derrotado em todas as oportunidades. Em 1993, disputou as primárias internas do SDP, porém acabou perdendo a indicação presidencial do partido para Moshood Abiola, que viria a vencer o pleito presidencial com 58,36% dos votos válidos, embora nunca tenha sido empossado em decorrência do golpe de Estado de 1993. 

### Eleição presidencial de 2007
Em 2007, após uma saída conturbada do Partido Democrático do Povo (PDP), fruto de desgastes em sua relação institucional com o presidente à época Olusegun Obasanjo, Abubakar filiou-se ao Congresso Ação da Nigéria (ACN), onde disputou a eleição presidencial e terminou o pleito na 3.ª colocação ao obter 2 637 848 votos (7,45% dos votos válidos).

### Eleição presidencial de 2011
Em 2011, de volta ao PDP, disputou as primárias internas para a escolha do candidato presidencial do partido para a eleição presidencial desse ano, porém foi novamente derrotado pelo presidente da Nigéria em exercício à época Goodluck Jonathan, que posteriormente viria a eleger-se após obter 58,87% dos votos válidos.

### Eleição presidencial de 2015
Em 2014, filiou-se ao Congresso de Todos os Progressistas (APC), onde novamente disputou primárias internas, visando obter a indicação oficial do partido para candidatar-se à eleição presidencial do ano seguinte, sem sucesso. Muhammadu Buhari derrotou-o e posteriormente elegeu-se presidente da Nigéria ao obter 53,96% dos votos válidos e derrotar o então presidente em exercício Goodluck Jonathan.

### Eleição presidencial de 2019
Em 2017, Abubakar novamente retornou ao PDP, logrando obter dessa vez a indicação oficial do partido para concorrer à presidência na eleição presidencial de 2019. Na ocasião, escolheu Peter Obi, ex-governador do estado de Anambra para ser seu companheiro de chapa.
Após uma disputa renhida, da qual foi o candidato mais votado na capital Abuja e em 17 dos 36 estados nigerianos, acabou novamente derrotado pelo agora presidente em exercício Muhammadu Buhari, que reelegeu-se com 55,60% dos votos válidos frente contra os 41,22% obtidos por ele.

### Eleição presidencial de 2023
Em maio de 2022, Abubakar foi novamente escolhido pelo PDP para ser o candidato oficial do partido para a eleição presidencial de 2023. Dessa vez, escolheu como companheiro de chapa o atual governador do estado de Delta Ifeanyi Okowa.